# 奧貝利斯克角
64°8′S 58°27′W / 64.133°S 58.450°W
奧貝利斯克角（英語：Cape Obelisk）是南極洲的海岬，是羅斯灣入口處的北部，處於詹姆斯羅斯島西部，由瑞典的探險隊發現，該海岬現時由南極條約體系管理。